# Jaime Bulnes Sanfuentes
Jaime Bulnes Sanfuentes (Santiago, 21 de febrero de 1923-ibídem, 23 de diciembre de 2007) fue un comerciante, agricultor, empresario y político chileno. Se desempeñó como diputado de la República en representación de la Octava Agrupación Departamental (Melipilla, San Antonio, San Bernardo y Maipo), durante tres periodos legislativos no consecutivos entre 1957 y 1973.

## Primeros años de vida
Nació el 21 de febrero de 1923, en Santiago; hijo de Francisco Bulnes Correa, quien fuera diputado y senador por el Partido Liberal (PL), y de Blanca Sanfuentes Echazarreta. Entre sus hermanos se encontraban los exparlamentarios Francisco y Manuel Bulnes Sanfuentes.Procedente de una familia de políticos, por parte paterna, fueron presidentes de la República su tatarabuelo, Francisco Antonio Pinto, su bisabueloManuel Bulnes Prieto y su tío bisabuelo Aníbal Pinto, así como en su familia materna lo fue su abuelo, Juan Luis Sanfuentes. Asimismo, su abuelo paterno, Gonzalo Bulnes Pinto, fue embajador, diputado y senador.
Realizó sus estudios primarios en el Liceo Alemán de Santiago y los secundarios en el Colegio San Ignacio de la misma comuna. Continuó los superiores en la carrera de arquitectura durante dos años en la Pontificia Universidad Católica (PUC), sin terminar el ramo ya que comenzó a trabajar tempranamente. Comenzó la explotación de su fundo "Mataquito" en 1942;

### Matrimonio e hijos
Se casó en 1946 con Eliana Zegers León, con quien tuvo siete hijos: Jaime Francisco, María Eliana, María Luisa, José Miguel, María Patricia y Antonio.

### Actividad laboral
Trabajó en la Compañía de Rentas e Inversiones "Santa Blanca", alcanzando el puesto de administrador de propiedades entre 1953 y 1965. Asimismo, entre 1943 y 1957 fue socio y gerente general de la empresa de corretaje de propiedades, importación y exportación "Gana, Larraín y Cía"; fue agente en la Compañía de Seguros Sudamericana; distribuidor de la marca Philips de radios y artículos eléctricos; fue presidente de Sociedad de Transportes (Sodetra); y presidente del Banco Empresarial de Fomento.

## Carrera política
Inició sus actividades políticas al integrarse al Partido Liberal (PL), donde ocupó el cargo de consejero.
En las elecciones parlamentarias de 1957, fue elegido como diputado por la Octava Agrupación Departamental (Melipilla, San Antonio, San Bernardo y Maipo), por el período legislativo 1957-1961. Durante su gestión integró la Comisión Permanente de Gobierno Interior; la de Economía y Comercio; la de Relaciones Exteriores; la de Defensa Nacional; y la de Asistencia Médico-Social e higiene. Además, fue miembro de la Comisión Mixta de Presupuestos; la Especial de Deportes y Educación Física en 1961 y la Especial Investigadora de Casa de Moneda de Chile, entre 1959 y 1960. Asimismo, fue integrante del Grupo Interparlamentario en 1961.
En las elecciones parlamentarias de 1961, obtuvo la reelección diputacional por la misma zona, por el período 1961-1965. En esa oportunidad integró la Comisión Permanente de Relaciones Exteriores; la de Defensa Nacional; y la de Legislación, Constitución y Justicia. También, fue miembro de la Comisión Investigadora de la Línea Aérea Nacional (LAN), entre 1961 y 1962.
Tras un receso, en elecciones parlamentarias de 1969, volvió a ser elegido como diputado por la Octava Agrupación Departamental (Melipilla, San Antonio, San Bernardo y Maipo), por el periodo 1969-1973. Integró la Comisión Permanente de Relaciones Exteriores; y la Comisión Especial Investigadora de las Actividades de la Sociedad Ganadera "Tierra del Fuego" en 1969.
Durante su labor parlamentaria, entre las mociones presentadas que se convirtieron en ley de la República están: la ley n° 15.228, del 14 de agosto de 1963, «sobre recursos ejecución plan habitacional, Corporación de la Vivienda»; y la ley n° 15.069, del 24 de diciembre de 1962, sobre «franquicias de internación vehículos "Hogar de Cristo", institución de beneficencia».
Años después militó en los partidos de derecha Avanzada Nacional (AN) y Unión Demócrata Independiente (UDI).

## Otras actividades
Por trece años fue presidente de la Federación Aérea de Chile y vicepresidente de la Federación Aérea Internacional (FAI). Fue instructor de vuelo y presidente del Club Aéreo de Santiago. También fue presidente de la Sociedad de Transportes.

## Historial electoral

### Elecciones parlamentarias 1969
- Elecciones parlamentarias de 1969, candidato a diputado por la 7ª Agrupación Departamental, Cuarto Distrito San Antonio, Maipo y San Bernardo.[8]

### Elecciones parlamentarias de 1973
- Elecciones parlamentarias de 1973, candidato a diputado por la 8ª Agrupación Departamental, Melipilla, San Antonio y San Bernardo.[9]